# Acolastus zeravschanicus
Acolastus zeravschanicus is een keversoort uit de familie bladkevers (Chrysomelidae). De wetenschappelijke naam van de soort werd in 1960 gepubliceerd door Lopatin.